# リチャード・サカイ
リチャード・サカイ（Richard Sakai、1954年2月28日 - ）は、アメリカ合衆国カリフォルニア州サンフランシスコ生まれの日系人プロデューサー・ディレクターである。

## 来歴
主にプロデューサーとして活躍する日系人のサカイは、1954年にアメリカ合衆国カリフォルニア州サンフランシスコに生まれる。1977年に映画監督であるジェームズ・L・ブルックスの助手として業界で働き始め、トム・ハンクスがアカデミー主演男優賞にノミネートされた『ビッグ』をはじめ、彼がプロデュースした作品の数々に参加。
1984年にブルックスが設立した映画プロダクション会社“Gracie Films”において製作されているアニメシリーズ『ザ・シンプソンズ』のプロデューサーとしてその名が知られている。同アニメシリーズにおいてはエミー賞を7回受賞しており、トレイシー・ウルマンがホストを務めた人気番組『トレイシー・ウルマン・ショー』においても同賞を獲得した。またプロデューサーとしてブルックスと共に製作したトム・クルーズ主演の『ザ・エージェント』は作品賞にノミネートされた。
元妻であるパトリシア・サカイは、レコード会社を所有している。尚、『ザ・シンプソンズ』内で“リッチー・サカイ”という名前の日本人のキャラクターが時々顔を見せるのだが、サカイ自身がそのキャラクターのモデルになっている。自身も監督としてテレビドラマの数話の監督を務めており、ダニー・デヴィートら出演のコメディ・ドラマ『TAXI』などがある。

## 製作作品

### 映画
- ビッグ Big (1988)
- アンソニーのハッピー・モーテル Bottle Rocket (1996)
- ザ・エージェント Jerry Maguire (1996)
- 恋愛小説家 As Good as It Gets (1997)
- サンキュー、ボーイズ Riding in Cars with Boys (2001)
- スパングリッシュ 太陽の国から来たママのこと Spanglish (2004)
- ザ・シンプソンズ MOVIE The Simpsons Movie (2007)
- スウィート17モンスター The Edge of Seventeen（2016年）

### TV
- Taxi (1981-1982)
- ザ・シンプソンズ The Simpsons (1989-現在)
- ザ・ベスト・オブ・トレイシー・ウルマン・ショー The Best of the Tracey Ullman Show (1990)
- The Critic (1994-1995)

### 監督作品
- Newhart (1982)
- Taxi (1982、1983)
- Who's the Boss? (1985)